# Gare de Gudmont
Gare de Gudmont vasútállomás Franciaországban, Gudmont-Villiers településen.

## Vasútvonalak
Az állomást az alábbi vasútvonalak érintik:
- Blesme-Haussignémont-Chaumont-vasútvonal

## Kapcsolódó állomások
A vasútállomáshoz az alábbi állomások vannak a legközelebb:
- Gare de Donjeux
- Gare de Froncles